# Régis Duqué
Régis Duqué, né le 21 février 1973 à Etterbeek (province de Brabant, actuellement région de Bruxelles-Capitale), est un dramaturge, metteur en scène, scénariste et enseignant belge francophone. 

## Biographie
Régis Duqué naît le 21 février 1973 à Etterbeek,,. Il est licencié et agrégé en philologie romane ainsi que licencié en études théâtrales de l'UCL,,.
De 1998 et 2005, il travaille beaucoup en milieu scolaire où, il met en scène une dizaine de pièces avec des adolescents. Il continue d’animer régulièrement des ateliers d’écriture et d’improvisation. En 2006, il écrit La Cathédrale, une courte pièce publiée aux Éditions Lansman dans le cadre de la deuxième édition de La scène aux ados. Cette pièce a déjà été jouée par une cinquantaine de troupes, en Belgique et en France. Il revient en 2009 avec Les Héros publié dans le cadre de la troisième édition de La scène aux ados. En 2010, il est l’auteur de la scène imposée du concours Scène à deux organisé par Promotion théâtre.
Il met lui-même en scène plusieurs de ses textes, dont Dans le noir et Modèles vivants, en collaboration avec Guillaume Istace. Ce dernier a été créé en 2006 au Théâtre de L’L, à Bruxelles, dans le cadre de la quatrième édition du festival Enfin seul, puis repris au Théâtre du Méridien. En 2010, il publie en collaboration avec Laurence Bragard et le photographe Michel Reuss, le livre Bruxelles insolite publié aux éditions Les Beaux Jours. Il est élu meilleur auteur au prix de la critique Théâtre-Danse - Saison 2010-2011 pour Hors-la-loi en 2011.
Depuis septembre 2024, il est également chroniqueur bénévole sur le site ActuaBD.

### Vie privée
Il réside à Schaerbeek en 2014.

## Œuvre

### Théâtre
- Hors-la-loi de Régis Duqué… mise en scène Jérôme Nayer, 2010
- Greenville de Régis Duqué, 2013
- Crash texte d'après Régis Duqué, 2013
- La Vraie Vie[7]. de Régis Duqué mise en scène Jérôme Nayer, 2014
- Les Voies sauvages[8],[9] d'après Dominique De Staercke… mise en scène Régis Duqué, 2017
- Dans le noir[10] de Régis Duqué mise en scène Pierre Somville, 2017
- Greenville de Régis Duqué mise en scène Régis Duqué, 2021[10].

### Publications
Liste sélective
- La Cathédrale[1], Lansman, 2007
- Les Héros[1], Lansman, 2009
- Dans le noir[1] (jeunesse), 2010, 63 p. (ISBN 978-2-87282-782-4)
- La Nuit[1], Lansman, 2011
- Greensville[1], Lansman, 2013
- La Vraie Vie[1] (jeunesse), 2014, 60 p. (ISBN 978-2-8071-0001-5)
- Espace de silence[1], 2015
- Les Voies sauvages[1] (théâtre), Carnières, Lansman, 2017, 62 p. (ISBN 978-2-8071-0159-3)
- John Malone[1] (théâtre), Carnières, Lansman, 2020, 52 p. (ISBN 978-2-8071-0305-4)
- Dans l'antre de la Bête[11] : Entretien(s) avec Frank Pé, Aplanos, 2023, 112 p. (ISBN 978-2-9603348-0-7)Tiré à 1 000 exemplaires. En collaboration avec la librairie Flagey.

#### Bande dessinée

##### Incognitos
- La Première Mésaventure de Laurent Dognon[1],[12], CPS Consult editions, avril 2005
Scénario : Régis Duqué - Dessin : Philippe Capart, Jean-Marc Dubois - Couleurs : Jean-Marc Dubois,Ouvrage tiré à 2 000 exemplaires dont 200 avec ex-libris numérotés et signés par les auteurs pour les célébrations du centenaire du Collège Saint-Michel (Bruxelles).

## Prix et récompenses
- 2011 : prix de la critique Théâtre-Danse - Saison 2010-2011 pour Hors-la-loi ;
- 2012 :  Prix Sony-Labou-Tansi[13] pour Hors-la-loi, Éditions Lansman.

#### Livres
: document utilisé comme source pour la rédaction de cet article.
- Pascale Eben et Karine Magis, Répertoire des auteurs et illustrateurs de livres pour l'enfance et la jeunesse en Wallonie et à Bruxelles, Bruxelles, Wallonie-Bruxelles International, 2014, 192 p., ill. ; 26 cm (ISBN 9782930758008 et 2930758007, OCLC 944278134, lire en ligne), p. 85. .

#### Articles
- « Régis Duqué et Jérôme Nayer », La Première,‎ 22 décembre 2010 (lire en ligne, consulté le 18 juin 2024).
- Stevie Rose, « La Matinale, Invité du 09/10 : Régis Duqué », Musiq3,‎ 8 octobre 2014 (lire en ligne, consulté le 18 juin 2024).

#### Interviews
- Céline De Bo et Régis Duqué (interviewés), « Céline De Bo et Régis Duqué, lisez-vous le belge ? », Société civile des auteurs multimédia,‎ 18 novembre 2021 (lire en ligne, consulté le 18 juin 2024).

### Émissions de télévision
- LCR - Régis Duqué émission La Lettre recommandée présentée par David Courier sur BX1 (11 min 52 s), 7 février 2022.